# LAN Server
Der IBM LAN Server ist ein Netzwerkbetriebssystem auf Basis des LAN Manager, der ursprünglich von Microsoft und 3Com entwickelt wurde. Als Grundlage kommt dabei meist das Betriebssystem OS/2 zum Einsatz. Es existierten aber auch Versionen für RS/6000 (AIX) und AS/400 (OS/400).
Bis zur Version 4.0 (1994) wurde der LAN Server als einzelnes Serverprodukt für OS/2 vermarktet. Für die Clients wurde der LAN Requester für DOS beziehungsweise OS/2 verwendet. Die erweiterte Version unterstützte das performante Dateisystem HPFS386 und Fehlertoleranz. Mit dem Erscheinen von OS/2 Warp Server  (1996) wurde es in das Betriebssystemprodukt integriert geliefert. Die letzte Revision wurde 2002 mit den Convenience Packages für den OS/2 WarpServer for e-business geliefert.

## Netzwerkprotokolle
Die ersten Versionen benötigten noch die OS/2 Erweiterte Version für die Unterstützung der Netzwerkgeräte. Ab Version 2.0 wurde dies durch die Network Transport Services/2 (NTS/2) realisiert, welche später zu den Multi-Protokoll Transport Services (MPTS) weiterentwickelt worden sind. Diese umfassten auch das Protokoll NetBIOS over TCP/IP, welches vorher gesondert als IBM  NetBIOS for TCP/IP angeboten wurde. 
Für die Anbindung von Apple Macintosh Rechnern über AppleTalk war das Zusatzprodukt LAN Server for Macintosh erforderlich. Der LAN Server Ultimedia war ein zusätzliches Ergänzungsprodukt für Multimedia-Zwecke.

## Dienste
Der Server konnte als Domänensteuereinheit (Domain Controller) oder einfacher Mitglieds-Server für die Freigabe von Laufwerken, Verzeichnissen, Druckern und seriellen Anschlüssen im Netz genutzt werden. Ein weiteres Merkmal ist Remote IPL (RIPL) zum fernen einleitenden Programmladen für DOS- oder OS/2-Clients ohne Festplatte.

## Versionen
für OS/2
- 1.0 – 29.11.1988 – für OS/2 EE 1.1
- 1.2 – 30.03.1990 – für OS/2 EE 1.2
- 1.3 – 29.03.1991 – für OS/2 EE 1.3
- 2.0 – 10.04.1992 – abgeleitet aus dem LAN Manager 2.0
- 3.0 – 20.11.1992 – Basis / Erweiterte Version
- 4.0 – Oktober 1994 – Basis / Erweiterte Version – Objektorientierte Benutzeroberfläche, Pentium-optimiert

Seit 1996 ersetzt durch OS/2 Warp Server
- 5.0 – 1996 – enthalten im OS/2 Warp Server
- 5.1 – 1997 – enthalten im OS/2 Warp Server SMP
- 5.2 – 1999 – enthalten im OS/2 Warp Server for e-business

für AIX
- 1992 - IBM LAN Server for AIX Version 1.0
- 18.11.1994 - IBM LAN Server for AIX Version 1.1

Seit 1996 ersetzt durch IBM AIX Connections Version 4.1
für AS/400
- 19.08.1994 - IBM LAN Server/400